# Эхиноцистис
Эхиноцистис (лат. Echinocýstis) — монотипический род однолетних травянистых растений семейства Тыквенные. Единственный вид в этом роду — эхиноци́стис ло́пастный, или колючепло́дник ло́пастный (Echinocýstis lobáta).

## Названия
Родовое название происходит от греческих слов греч. ἐχῖνος — «ёж» и κύστις — «пузырь», по колючим вздутым плодам, видовой эпитет — от лат. lobata — лопастный, лопастной, дольчатый, по форме рассечённости листа на широкие лопасти (доли).
В ботанической, научно-популярной литературе и Интернете распространены следующие русские названия растения: колючеплодник дольчатый, эхиноцистис дольчатый, эхиноцистис лопастнолистный, эхиноцистис лопастный(лопастной), эхиноцистис шиповатый.
Встречаются народные и местные названия: пузырник, ежеплодник, иглистый огурец, стреляющий плющ. Иногда его ошибочно называют диким огурцом, бешеным огурцом или ангурией, но это совсем другие растения.

## Морфологическое описание
Однолетняя, травянистая цепляющаяся лиана с мочковатыми корнями и наземными побегами.
Стебли длиной до 6 м и более, в сечении угловато-бороздчатые, сочные, тонкие, очень разветвлённые в узлах, короткоопушённые, лазящие с помощью туго скрученных ветвистых трёх-четырёхраздельных усиков.
Листья очерёдные, с длинными черешками, бледно-зелёные, тонкие, голые, шероховатые, глубоко-выемчатые при основании, некоторые видоизменены в усики. В очертании листья округлые или яйцевидные, длиной и шириной 5—10(15) см, трёх-пяти-семилопастные, с острыми треугольными лопастями, из которых верхушечная лопасть шире и длиннее остальных.
Растения однодомные; цветки раздельнополые, правильные. Пестичные цветки крупнее тычиночных. Цветки обладают тонким медовым ароматом.
Тычиночные цветки одиночные, на тонких, коротко опушённых цветоносах, собраны в кистевые прямостоячие соцветия — метёлки. Чашелистики узколинейные, до 2 мм длиной. Венчик почти белый, с 5—6 линейными, ланцетно-изогнутыми острыми железисто-опушёнными долями, около 6 мм длиной с чашелистиками. Тычинок 3, сросшихся тычиночными нитями и пыльниками в колонку. Нити тычинок несут по одному пыльнику.

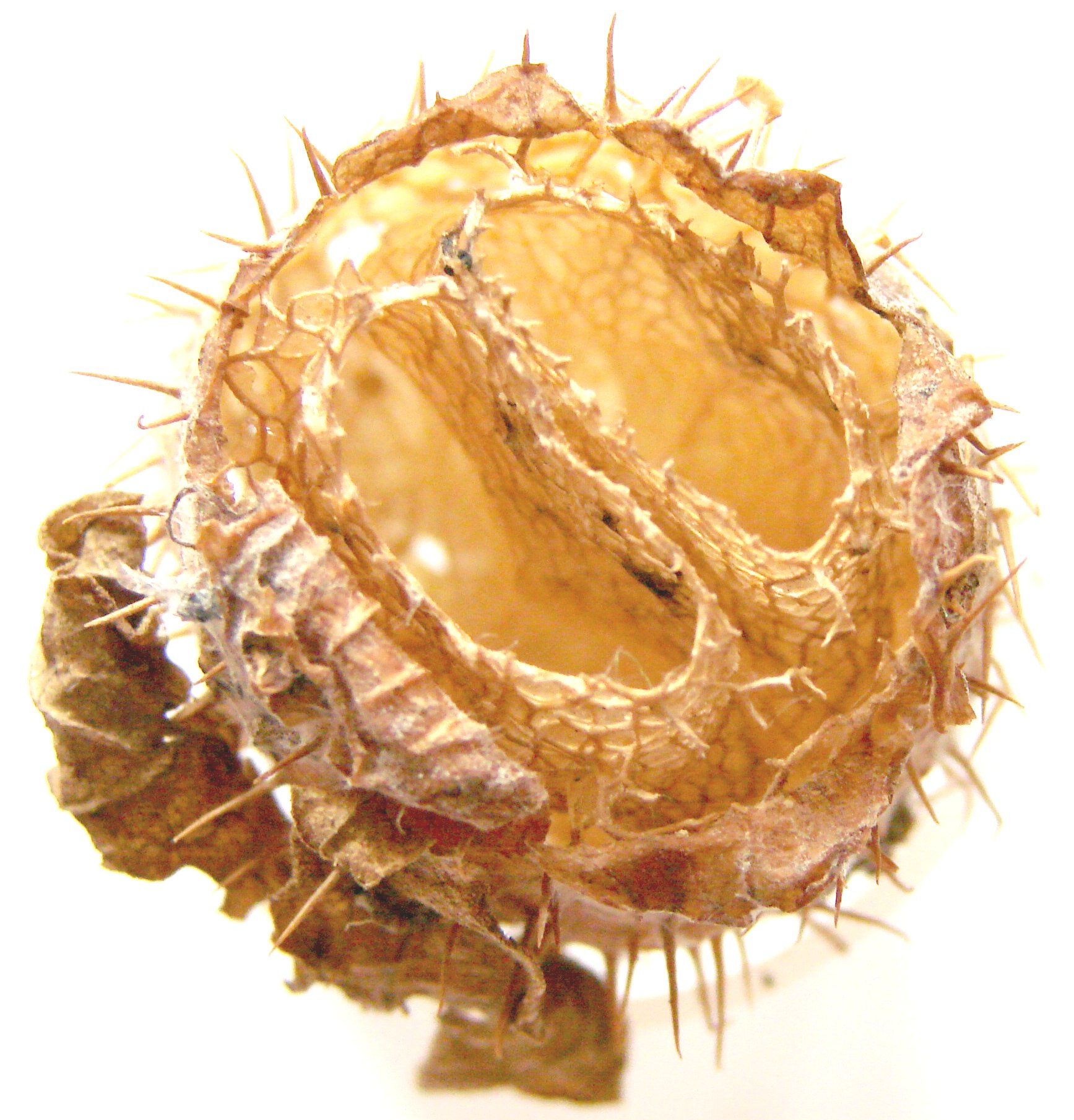
Вскрывшийся плод

Пестичные цветки одиночные или в пучках по 2, чашелистики их около 3 мм длиной, частички венчика около 10 мм длиной, выходят из пазух тех же самых листков, что и тычиночные цветки. Завязь трёхгнёздная, нижняя, более или мене шаровидная, столбик короткий, с наполовину шаровидным или более или менее двух-трёхраздельным рыльцем.

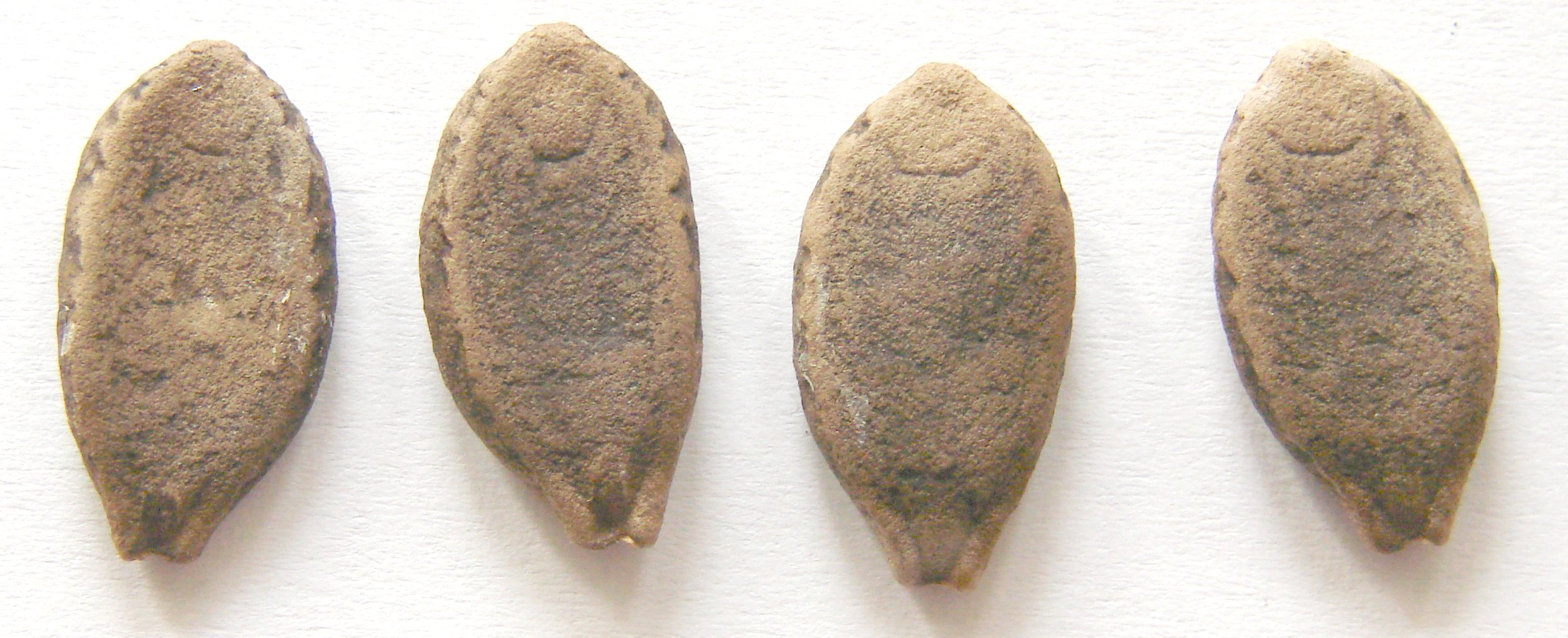
Семена колючеплодника

Плоды — широкояйцевидные тыквины, 1—6 см длиной, густо покрытые шиповатыми щетинками, вначале сизо-зелёные, водянистые, а при созревании высыхающие и вскрывающиеся на верхушке, содержат внутри в двух жёстковолосистых гнёздах по 2 ослизняющихся семени. Есть данные, что в дождливое лето плоды при созревании накапливают много жидкости, в результате чего их околоплодники могут разорваться под давлением, разбрасывая семена.
Семена приплюснуты, продолговато-овальные, около 15 мм длиной, окраска — от тёмно-коричневых до почти чёрных.
Цветёт в июне — сентябре, плоды созревают в августе — октябре.
Диплоидное число хромосом — 2n=16, 32.
|                                             |  |  |
| Слева направо: лист, соцветие, зелёный плод |  |  |

## Географическое распространение
Североамериканский вид. Общее распространение: Северная Америка.
Колючеплодник лопастный интродуцирован и натурализовался в Западной и Восточной Сибири (юг), на Дальнем Востоке (юг), в Средней Азии, Средней и Атлантической Европе, Средиземноморье, Японии и Китае.
Широко культивируется как вьющееся декоративное растение во многих районах Евразии, в том числе в Средней России, легко дичает.
Чрезвычайно агрессивный интродуцент, энергично внедряющийся в естественные сообщества, занимая устойчивые позиции в составе флоры.
Этот североамериканский вид проник в Европу через ботанические сады и коллекционеров экзотики. В Среднюю Азию попал, по-видимому, как заносное растение с крестьянскими переселенцами. В Сибири пути проникновения этого вида связаны с развитием туризма, интенсивным развитием огородничества. Занимает иногда довольно большие пространства, как в окрестностях населённых пунктов, так и достаточно далеко от них и имеет высокую активность по возобновлению и воспроизводству.
К настоящему времени растение известно одичавшим во многих регионах России, в том числе, вероятно, в большинстве среднероссийских областей. В Московской области встречается пока чаще, чем в других районах.

## Экология, способы размножения и распространения
Произрастает на пустырях и в кустарниках около жилья, в садах, дачных посёлках, по прибрежным кустарникам вдоль рек.
Размножение колючеплодника лопастного и его распространение осуществляется семенами.
Колючеплодник лопастный предпочитает лёгкие, воздухо- и влагопроницаемые почвы. Не выносит кислых почв. Холодостоек, но отзывчив на тепло. Хуже развивается в сухие и жаркие годы. Не рекомендуется многолетнее возделывание на одном и том же месте.

## Химический состав
В надземных органах (цветках, листьях) колючеплодника колючего обнаружены около 30 флавоноидов следующих групп:
- группа кверцетина – кверцетин 3-O-софорозид (баймазид), кверцетин 3,4′-ди-O-глюкозид , кверцетин 7-O-глюкозид (кверцимеритрин), кверцетин 3-O-рутинозид (рутин), кверцетин 3-O-глюкозид (изокверцитрин);
- группа изорамнетина – изорамнетин 3-O-рутинозид-4′-O-глюкозид, изорамнетин 3,4′-ди-O-глюкозид, изорамнетин 3-O-неогесперидозид (календофлавозид), изорамнетин 3-O-рутинозид (нарциссин), изорамнетин 3-O-глюкозид;
- группа кемпферола – кемпферол 3-O-рутинозид-4′-O-глюкозид, кемпферол 3,4′-ди-O-глюкозид, кемпферол 3-O-неогесперидозид, кемпферол 3-O-рутинозид (никотифлорин), кемпферол 3-O-глюкозид (астрагалин).
Суммарное содержание флавоноидов в цветках составляет 10–12%, в листьях 6–7%.

## Хозяйственное значение
Колючеплодник лопастный часто встречается на приусадебных участках в качестве декоративного и медоносного растения. В его плодах содержатся полезные для человека питательные вещества, минеральные соли калия, кальция, ферменты, пектиновые вещества. Они вполне съедобны в молодом возрасте. Целебные свойства эхиноцистиса в России пока не изучены.

## Декоративное применение
В декоративном цветоводстве колючеплодник лопастный известен с 1863 года.
Культивируется для создания зелёных шпалер, вертикального озеленения (оформления беседок, балконов, изгородей и пр.).

## Номенклатура и внутривидовая систематика
Echinocystis lobata (Michx.) Torr. et Gray, Fl of Amer. 1840 1: 542; Tutin, 1968, Fl. Europ. 2:299; Черепанов 1973, Свод. доп. изм. «Фл. СССР» : 204; Цвелёв 1996, Фл. Вост. Европы 9:224. — Sicyos lobata Michx 1803, Fl. Bor.- Amer. 2:217. — Momordica echinata Muehl. ех Willd. 1805, Sp. Pl. 4, 1:605; Muehl. 1793, Trans. Amer. Philos. Soc. 3:180, nom. nud. — Echinocystis echinata (Muehl.) Britt., Sterns et Pogg. 1888, Prelim. Cat. : 20; Васильченко 1957, Фл. СССР, 24:125. — Колючеплодник лопастнолистный, эхиноцистис лопастный (лопастной).
Описан из Северной Америки.